# Groupe de NGC 6928
Le groupe de NGC 6928 comprend au moins six galaxies situées dans la constellation du Dauphin. La distance moyenne entre ce groupe et la Voie lactée est d'environ 63,3 Mpc (∼206 millions d'al).

## Membres
Le tableau ci-dessous liste les six galaxies du groupe indiquées dans l'article de A.M. Garcia paru en 1993.
| Nom                 | Class.   | Type                 | α (J2000.0)     | δ (J2000.0)    | Vitesse radiale (km/s) | m    | Distance (Mpc) | Diamètre (kal) |
| ------------------- | -------- | -------------------- | --------------- | -------------- | ---------------------- | ---- | -------------- | -------------- |
| NGC 6928            | SB(s)ab  | Spirale barrée       | 20h 32m 50.22s  | 09° 55′ 35.1″  | 4684 ± 1               | 12,2 | 64,9 ± 4,6     | 108            |
| NGC 6930            | SB(s)ab? | Spirale barrée       | 20h 32m 58.80s  | 09° 52′ 28.0″  | 4554 ± 5               | 12,8 | 37,9 ± 2,7     | 164            |
| NGC 6927A PGC 64924 | E6?      | Elliptique           | 20h 32m 36.690s | 09° 53′ 02.11″ | 4419 ± 56              | 15,5 | 61,0 ± 4,4     | 28             |
| UGC 11571           | Sdm?     | Spirale magellanique | 18h 31m 07.45s  | 22° 24′ 24.6″  | 3945 ± 4               | 14,7 | 66,0 ± 4,6     | 125            |
| UGC 11578           | Sdm      | Spirale magellanique | 20h 30m 42.84s  | 09° 11′ 25.3″  | 4601 ± 1               | 15,9 | 63,7 ± 4,5     | 118            |
| UGC 11599           | Sb       | Spirale              | 20h 36m 33.83s  | 11° 29′ 40.9″  | 4451 ± 2               | 13,2 | 61,4 ± 4,3     | 129            |

Le site DeepskyLog permet de trouver aisément les constellations des galaxies mentionnées dans ce tableau ou si elles ne s'y trouvent pas, l'outil du site constellation permet de le faire à l'aide des coordonnées de la galaxie. Sauf indication contraire, les données proviennent du site NASA/IPAC.